# 狼少年ケン
『狼少年ケン』（おおかみしょうねんケン）は、日本教育テレビ（NETテレビ）ほかで放送されていた東映動画制作のテレビアニメである。モノクロ作品。全86話。NETテレビでは1963年11月25日から1965年8月16日まで、毎週月曜 18:15 - 18:45 （日本標準時）に放送。
NETテレビ初の国産アニメ放映作であり、また東映動画が初制作したテレビアニメでもある。
山本圭子のデビュー作でもある。

## ストーリー
ヒマラヤ山脈を望むドカール地方のジャングルの中で狼に育てられた少年・ケンが、双子の子供狼・チッチとポッポや仲間たちとともにジャングルの平和を守る。主な脇役は、老齢で頑固だが仲間を大切にするボス狼、二枚目役の片目のジャック、ユーモラスで少しずる賢いところもあるブラック（以上狼たち）、ケンに襲いかかっては返り討ちに遭って崖から落ちたり木に衝突したりするドジな熊、仲間の虎（以上悪役）などである。
しかしケンがなぜ狼に育てられ、どのように成長してきたのかは物語中では明らかにされず、第1回でボス狼がケンを仲間たちに紹介するところから始まっている。
その後、ケンはチッチやポッポ、あるいは他の狼たちとともに、猿の軍団やジャングルの動物たちを奴隷にしようとする凶悪な原住民と戦ったり、狼の仲間なのに「牙」が無いと言われて海の彼方に住む白銀のライオンから牙代わりの短剣を貰ったり、墜落した飛行機から生き残った姫を救出したり、動物たちに恐れられる「悪魔の森」を探検したり、自分とそっくりな某国の王子と出会って一騒動を起こしたり、父親のために湖の底に眠るウラニウムを持ち帰ろうとして恐竜に襲われた少年を助けたりと大活躍する。

## 制作の経緯
1963年元日に放送開始した虫プロダクションの『鉄腕アトム』により、日本に本格的なテレビアニメの時代が到来した。3コマ撮りや止め絵・バンクシステムの多用などでテレビ向けの省力化を徹底していた『アトム』に対する東映動画関係者の評価は当初は低いものであったが、同作品が高い視聴率を獲得するとその存在を無視できなくなった。東映動画内部でテレビアニメの検討が開始されると、元手塚治虫のアシスタントで若手の俊英アニメーターでもあった月岡貞夫は自らテレビアニメの企画を提出した。
月岡は自ら演出や原画を引き受けたが、毎週1本のペースで放送されるテレビアニメは、「天才」の異名を取った月岡といえどその全話を担当することは不可能であり、1話ごとに担当チームが組まれて制作に当たった。しかし、当時は作品全体を統括する作画監督が置かれなかったこともあり、月岡はスタッフによる作品の不統一に耐えきれなかった。結局月岡は放映中の1964年2月初めに東映動画を退社した。

## 登場人物
ケン
声 - 西本雄司、青木勇嗣（東映児童劇団）
ポッポ
声 - 水垣洋子
チッチ
声 - 田上和枝
ボス
声 - 八奈見乗児
ジャック
声 - 内海賢二
キラー
声 - 内海賢二
ブラック／山猫
声 - 大竹宏
ゴリラ
声 - 神山卓三
大熊
声 - 増岡弘
ドロシー
声 - 桂玲子
ウォーリー
声 - ？→山本圭子
このほか、江美京子、石井祥子、野沢雅子、はせさんじ、野沢那智、永井一郎、松尾佳子、近石真介、島田彰、今西正男、小林修、小林清志、村瀬正彦、南谷智晴、麻生みつ子、柴田秀勝、坂井寿美江、飯塚昭三、三田村智野、奥原晃、俳協の関係者などが登場人物たちの声を当てている。

## スタッフ
- 企画 - NET（宮崎慎一）、東映動画（籏野義文、有賀健）
- 原作 - 大野寛夫（月岡貞夫）
- 音楽 - 小林亜星
- 演奏 - アンサンブル・ビボ
- 美術 - 児玉喬夫、浦田又治、横井三郎、沼井肇、千葉秀雄
- 撮影 - 菅原英明、岩崎惇、平尾三喜 他
- 編集 - 千蔵豊、田中修、稲葉郁三 他
- 録音 - 小西進、石井幸夫 他
- 効果 - 音響研究所
- 記録 - 関口泰子 他
- 原画 - 大塚康生、吉田茂承 他
- 動画 - 宮崎駿 他
- 仕上 - 宮沢あき子 他
- 進行 - 三沢徹夫 他
- キャラクター設計 - 月岡貞夫
- 漫画 - 伊東章夫（講談社「ぼくら」連載）
- 制作 - 東映動画

## 主題歌
日本ビクター（現・JVCケンウッド）の音楽レコード事業部のビクターレコード（現・ビクターエンタテインメント〈二代目〉）から発売された。
「狼少年ケン」オープニングテーマ
- 作詞 - 大野寛夫 / 作曲 - 小林亜星 / 伴奏 - アンサンブル・ビボ / 歌 - ビクター少年合唱団

ソノシート版では西六郷少年少女合唱団の記載がある。
テーマ曲自体にはタイトルがないため、後にテーマ集などで取り上げられる際に「狼少年ケンのテーマ」、「狼少年ケンの歌」などと表記には揺れがある。
この歌はタイトルや歌手を変えて数社から発売されており、それぞれに表記上の違いがある。また、テレビサイズでお馴染みの「ワーオ、ワーオ、ワオー、ボバンババンボン…」というイントロも、レコード会社によって入っていたりいなかったりする。
『朝日ソノラマ主題歌コレクション1』のライナーノーツによると、どの社の音源が正規版なのか長い間議論されてきたが、同盤収録のモノラル版ワーオ入りヴァージョンが正規版だとほぼ断言している。『小林亜星 アニメ・トラック・アンソロジー』にはステレオ版ワーオ入りヴァージョンが収録されているが、朝日ソノラマ版とは前奏や歌い方が微妙に異なる。
「狼少年ケン」エンディングテーマ
- 作詞 - 大野寛夫 / 作曲 - 小林亜星 / 伴奏 - アンサンブル・ビボ / 歌 - ビクター少年合唱団（前期）、西六郷少年少女合唱団（後期）

## 各話リスト
| 話 | サブタイトル                 | 脚本            | 演出              | 作画監督              | 放映日          |
| -- | ---------------------------- | --------------- | ----------------- | --------------------- | --------------- |
| 1  | 二本足の狼                   | 飯島敬          | 月岡貞夫          | （不明）              | 1963年 11月25日 |
| 2  | 白銀のライオン               | 芹川有吾 飯島敬 | 月岡貞夫          | （不明）              | 12月2日         |
| 3  | 魔法使いタマタン             | 大野寛夫        | 月岡貞夫          | （不明）              | 12月9日         |
| 4  | 怪獣ブロントサウルス         | 芹川有吾        | 月岡貞夫          | （不明）              | 12月16日        |
| 5  | アラビアの怪人               | 芹川有吾        | 月岡貞夫          | （不明）              | 12月23日        |
| 6  | くたばれ! まだら族           | 神波史男        | 高畑勲            | （不明）              | 12月30日        |
| 7  | 一本足の男                   | 飯島敬          | 矢吹公郎          | （不明）              | 1964年 1月6日   |
| 8  | 魔の岩の決闘                 | 芹川有吾        | 芹川有吾          | （不明）              | 1月13日         |
| 9  | トーテムポールの魔人         | 押川国秋        | 池田宏            | （不明）              | 1月20日         |
| 10 | 月世界の男                   | 飯島敬          | 白川大作          | （不明）              | 1月27日         |
| 11 | 女王クレオバトラ             | 月岡貞夫        | 月岡貞夫          | （不明）              | 2月3日          |
| 12 | おばけ嫌い                   | 飯島敬          | 黒田昌郎          | （不明）              | 2月10日         |
| 13 | ピストル騒動                 | 押川国秋        | 矢吹公郎          | （不明）              | 2月17日         |
| 14 | ジャングル最大の作戦         | 飯島敬          | 高畑勲            | （不明）              | 2月24日         |
| 15 | 放浪の白狼                   | 中沢彰          | 藪下泰司          | （不明）              | 3月2日          |
| 16 | 月夜の出来事                 | 芹川有吾        | 池田宏            | （不明）              | 3月9日          |
| 17 | チッチ・ポッポの冒険旅行     | 芹川有吾        | 山田吉郎          | （不明）              | 3月16日         |
| 18 | ジャングル間違いつづき       | 芹川有吾        | 矢吹公郎          | （不明）              | 3月23日         |
| 19 | 毒薬騒動                     | 芹川有吾        | 高畑勲            | （不明）              | 3月30日         |
| 20 | ジャングルの陰謀             | 中沢彰          | 溝口悟嗣          | （不明）              | 4月6日          |
| 21 | 吹矢の秘密                   | 押川国秋        | 池田宏            | （不明）              | 4月13日         |
| 22 | 帰って来たあいつ             | 飯島敬          | 田宮武            | （不明）              | 4月20日         |
| 23 | サーカスから来た仲間         | 飯島敬          | 山本寛己          | （不明）              | 4月27日         |
| 24 | 象牙の湖                     | 白川大作        | 高畑勲            | （不明）              | 5月4日          |
| 25 | 天国はどこに                 | 結城三郎        | 勝田稔男          | （不明）              | 5月11日         |
| 26 | ジャングル同盟               | 酒井幹雄        | 池田宏            | （不明）              | 5月18日         |
| 27 | 咆えろジャングル             | 結城三郎        | 溝口悟嗣          | （不明）              | 5月25日         |
| 28 | ぬすまれた王国               | 酒井幹雄        | 勝間田具治        | 喜多真佐武            | 6月1日          |
| 29 | 幻の狼                       | 深町秀煕        | 山本寛已          | 喜多真佐武            | 6月8日          |
| 30 | ワーニィの神                 | 山田章          | 大工原章 松下秀民 | （不明）              | 6月15日         |
| 31 | ジャングルの虹               | 小沢洋          | 真野好央          | 彦根範夫              | 6月22日         |
| 32 | アマゾンから来たコンドル     | 土井信          | 高畑勲            | 喜多真佐武            | 6月29日         |
| 33 | 悪魔の森                     | 浜田稔          | 勝田稔男          | 彦根範夫              | 7月6日          |
| 34 | 嵐のおくりもの               | 池田宏          | 池田宏            | 喜多真佐武            | 7月13日         |
| 35 | ゴリラのふくしゅう           | 吉野次郎        | 田中亮三          | 彦根範夫              | 7月20日         |
| 36 | 疑われた狼たち               | 松原佳成        | 山本寛已          | 喜多真佐武            | 7月27日         |
| 37 | 謎の泉                       | 久岡敬史        | 久岡敬史          | 彦根範夫              | 8月3日          |
| 38 | ねらわれた親子鹿             | 小沢洋          | 高畑勲            | 喜多真佐武            | 8月10日         |
| 39 | ジャングルの太陽             | 明比正行        | 明比正行          | 彦根範夫              | 8月17日         |
| 40 | ポッポの子守歌               | 小沢洋          | 勝田稔男          | 喜多真佐武            | 8月24日         |
| 41 | つながれた狼                 | 松原佳成 池田宏 | 池田宏            | 彦根範夫              | 8月31日         |
| 42 | 黒熊族との対決               | 征矢茂          | 田中亮三          | 喜多真佐武            | 9月7日          |
| 43 | ケンとチノ                   | 小沢洋          | 山本寛已          | 彦根範夫              | 9月14日         |
| 44 | 狼のおきて                   | 浜田稔          | 久岡敬史          | 喜多真佐武            | 9月21日         |
| 45 | 人間と狼たち                 | 吉野次郎        | 高畑勲            | 彦根範夫              | 9月28日         |
| 46 | ジャングルの友情             | 浜田稔          | 明比正行          | 喜多真佐武            | 10月5日         |
| 47 | 三つの勇気                   | 金子隆夫        | 山田一            | （不明）              | 10月12日        |
| 48 | ジャングルに来たわんぱく坊や | 吉野次郎        | 池田宏            | 彦根範夫              | 10月19日        |
| 49 | ライオンの女王               | 浜田稔          | 松下秀民          | 喜多真佐武            | 10月26日        |
| 50 | ワニ河の死闘                 | 久岡敬史        | 久岡敬史          | 彦根範夫              | 11月2日         |
| 51 | 混血のジミー                 | 押川国秋        | 高畑勲            | 喜多真佐武            | 11月9日         |
| 52 | ジャングルの現代っ子         | 小沢洋          | 明比正行          | 彦根範夫              | 11月16日        |
| 53 | ジャングルの無法者           | 浜田稔          | 田中亮三          | （不明）              | 11月23日        |
| 54 | 狼族の危機                   | 池田宏          | 池田宏            | 喜多真佐武            | 11月30日        |
| 55 | のろまな英雄                 | 小沢洋          | 勝田稔男          | 彦根範夫              | 12月7日         |
| 56 | おく病なライオン             | 浜田稔          | 芹川有吾          | 喜多真佐武            | 12月14日        |
| 57 | 放浪児バリー                 | 小沢洋          | 久岡敬史          | 彦根範夫              | 12月21日        |
| 58 | 奇妙な逃亡者                 | 小沢洋          | 高畑勲 奥西武     | 喜多真佐武            | 12月28日        |
| 59 | 魔法使いの弟子               | 吉野次郎        | 松下秀民          | （不明）              | 1965年 1月4日   |
| 60 | とび出した狼                 | 吉野次郎        | 池田宏            | 彦根範夫              | 1月11日         |
| 61 | メロンの秘密                 | 小沢洋          | 勝田稔男          | 喜多真佐武            | 1月18日         |
| 62 | 魔王の約束                   | 月丘貞夫        | 月丘貞夫 溝口悟嗣 | 月丘貞夫              | 1月25日         |
| 63 | われらのボス                 | 浜田稔          | 芹川有吾          | 彦根範夫              | 2月1日          |
| 64 | 急げ! マウントジャイアントへ | 鈴木アヤ        | 久岡敬史          | 喜多真佐武            | 2月8日          |
| 65 | 迷い子の五匹                 | 小沢洋          | 松下秀民          | 彦根範夫              | 2月15日         |
| 66 | 北の国から来た狼             | 吉野次郎        | 高畑勲            | 喜多真佐武            | 2月22日         |
| 67 | ○×騒動                       | 小沢洋          | 池田宏            | 彦根範夫              | 3月1日          |
| 68 | ジャングルの勇者             | 茂木たかし      | 勝田稔男          | 喜多真佐武            | 3月8日          |
| 69 | おかしなおかしなチンパンジー | 押川国秋        | 明比正行          | 古沢日出夫            | 3月15日         |
| 70 | ジャングルの星は消えず       | 浜田稔          | 芹川有吾          | 彦根範夫              | 3月22日         |
| 71 | まだら族の王冠               | 小沢洋          | 松下秀民          | 喜多真佐武            | 3月29日         |
| 72 | 誇りたかきゴリラ             | 中村一郎        | 高畑勲            | 彦根範夫              | 4月5日          |
| 73 | チッチとポッポとチッポーと   | 明比正行        | 明比正行          | 古沢日出夫            | 4月12日         |
| 74 | ケンとおてんば娘             | 浜田稔          | 芹川有吾          | 喜多真佐武            | 4月19日         |
| 75 | ジャングルパトロール         | 月田券吉        | 勝田稔男          | 彦根範夫              | 4月26日         |
| 76 | ケンと王子とお姫様           | 浜田稔          | 宮崎一哉          | 月丘貞夫              | 5月3日          |
| 77 | ジャングル裁判               | 鈴木アヤ        | 池田宏            | 喜多真佐武            | 5月10日         |
| 78 | 生きていた英雄               | 新田義方        | 新田義方          | 彦根範夫              | 5月17日         |
| 79 | 孤独なライオン               | 押川国秋        | 久岡敬史          | 古沢日出夫            | 5月24日         |
| 80 | とんでもない奴               | 吉田進          | 高畑勲            | 喜多真佐武            | 5月31日         |
| 81 | ブラックの魔術師             | 久岡敬史        | 久岡敬史          | 古沢日出夫            | 6月7日          |
| 82 | 砂漠のならず者               | 明比正行        | 明比正行          | 喜多真佐武            | 6月21日         |
| 83 | 地底の女王                   | 浜田稔          | 芹川有吾          | 喜多真佐武 小田部玲子 | 7月5日          |
| 84 | ユニコーンはどこに           | 吉田進          | 宮崎一哉          | 喜多真佐武 吉田茂承   | 7月19日         |
| 85 | チビッコ旋風                 | 吉田進          | 勝田稔男          | 喜多真佐武 林静一     | 8月2日          |
| 86 | わんぱく作戦                 | 池田宏          | 池田宏            | 喜多真佐武 平川謹之介 | 8月16日         |

参考：松野本和弘『ワールドムック795 東映動画アーカイブス にっぽんアニメの原点』ワールドフォトプレス、2010年。

## 放送局
- NET（制作局）：月曜 18:15 - 18:45
- 名古屋放送：月曜 18:15 - 18:45[注 5]
- 毎日放送：月曜 18:15 - 18:45[注 5]
- 北海道放送：日曜 10:30 - 11:00[6]
- 青森放送（1972年に放送）：月曜 - 土曜 6:20 - 6:50[7]
- 山形テレビ（1971年に放送）：月曜 - 土曜 7:20 - 7:50　日曜 7:15 - 7:45[8]
- 東北放送：日曜 10:30 - 11:00[9]
- 福島テレビ（1964年12月28日から年末年始の特別企画として9回分を放送。1964年12月28日は、9:15 - 9:45に放送された[10]）
- 新潟放送：日曜 10:30 - 11:00[11]
- 静岡放送：日曜 10:30 - 11:00[注 5]
- 信越放送：日曜 10:30 - 11:00[注 5]
- 北日本放送：日曜 10:30 - 11:00[12]
- ラジオ中国テレビ：日曜 10:30 - 11:00[注 5]
- 山陽放送：日曜 10:30 - 11:00[注 5]
- 四国放送：日曜 10:30 - 11:00[注 5]
- 九州朝日放送：日曜 10:30 - 11:00[注 5][注 6]→月曜 18:15 - 18:45（第46話より）[注 7]
- 長崎放送：日曜 10:30 - 11:00[注 5]

## キャラクター商品
本作放送当時、スポンサーの森永製菓による関連商品が発売されていた。
- まず「まんがココア」が発売された。これにはオマケとしてキャラクターシールが封入されていた。
- 後に夏向けの商品として、「まんがジュース」という名の粉末ジュースが発売された。こちらにもキャラクターシールが封入されていたが、絵柄は圧倒的に狼一族のものが多く、人間キャラクターのシールは主人公のケンを除くと少ない。
- さらにその後、「ケンキャラメル」という名のキャラメルが発売された（味はバナナ味）。オマケとしてキャラクターの起き上がり小法師が付いていた。

関連商品は好調な販売を記録し、東映アニメーションは社史において「当社の版権許諾業務における最初期の成果となった」と記している。

## 劇場版
- 1963年12月21日、東京地区のみで第2話「白銀のライオン」と第3話「魔法使いタマタン」をブローアップ再編集したものを上映。併映作は『わんわん忠臣蔵』と『柳生武芸帳 片目の忍者』。初のテレビアニメブローアップ上映作でテストケースとなった作品。これが好評となり、以後テレビアニメやテレビ特撮が劇場で公開されるようになる。
- 1964年3月22日、第8話「魔の岩の決闘」と第5話「アラビアの怪人」を再編集したものを上映。初の全国上映作である。併映作は『西遊記』（リバイバル）[14]。『週刊読売』1964年4月5日号に「『狼少年ケン』『西遊記』ともテレビから逆に映画に流れた珍しいケース」と書かれていることから、今日ではごく普通のテレビ→映画が、当時は珍しかったことが窺える[14]。
- 1964年3月28日、第9話「トーテムポールの魔人」と第13話「ピストル騒動」が再編集したものを上映。併映作は『隠密剣士』（劇場版）。
- 1964年5月3日、第12話「おばけ嫌い」と第14話「ジャングル最大の作戦」を再編集したものを上映。併映作は『少年猿飛佐助』（リバイバル）。
- 1964年6月14日、「月夜の出来事」を上映。併映作は『路傍の石』と『おふくろ』。一般映画との併映が行われた珍しいケースの作品である。
- 1964年7月21日、『まんが大行進』の1本として第23話「サーカスから来た仲間」を上映。併映作は『少年忍者風のフジ丸』（1週間で『忍者部隊月光』と交代）、『エイトマン』、『鉄人28号』（第1作）。
- 1965年3月20日、第56話「おく病なライオン」を上映。併映作は『ガリバーの宇宙旅行』と『少年忍者風のフジ丸』。
- 1965年7月24日、「まんが大行進」の1本として第72話「誇り高きゴリラ」を上映。併映作は『少年忍者 風のフジ丸』、『宇宙パトロールホッパ』、『スーパージェッター』、『宇宙少年ソラン』、『噫（ああ）!吉展ちゃん』（ドキュメンタリー）。
- 1965年12月25日、「まんが大行進」の1本として第83話「地底の女王」と第86話（最終回）「わんぱく作戦」を再編集したものを上映。併映作は『わんわん忠臣蔵』（リバイバル）と『オバケのQ太郎』。劇場上映最後の作品。これにより、本作は限定上映も含めて延べ9回上映されたことになる。これはブローアップ上映作品の中では最多記録である。

## メインテーマ曲の主な扱い
- エンディングのアニメーションは2種類あり、第14話までは止め絵で、第15話以降ではケンや狼一族が走り回る動画だった。また主題歌も、止め絵バージョンの方がテンポが早かった。ファミリー劇場での再放送では第1話から動画バージョンが使われていたが、1997年頃に東映ビデオからリリースされたレーザーディスク「東映TVアニメ主題歌大全集」（その後、VHS版やDVD版もリリースされている）に収録されたのを機にDVD-BOXや東映チャンネルでの再放送では止め絵のエンディングが使われるようになった。
- 1986年、TBSのテレビドラマ『お坊っチャマにはわかるまい!』において、「狼少年ケンのテーマ」が第11話の挿入歌に使われた。
- 2004年、毎日放送のクイズ番組『クイズ!家族でGO!!』で、「狼少年ケンのテーマ」のイントロとコーダが「パパキャッチャー」の開始音楽に使われた。
- 2004年から流れたサントリーフーズ「BOSSレインボーマウンテンブレンド」のCMに、「狼少年ケンのテーマ」が使われていた。このCMはSMAPの草彅剛や中居正広が出演していた2種類のバージョンがある[15]。
- 2009年から流されているロッテのガム「Fit's」のCMでは、以下の「狼少年ケンのテーマ」の替え歌が使われている。
  - たむらぱんによる「狼少年ケンのテーマ」の替え歌「噛むとフニャン」[16]。「オオカミ少年ケンのテーマ（ロッテ「Fit's」CMソング）」の表記で着うた配信された[17]。なお、「Fit'sダンスコンテスト」の応募用サンプルにおける歌声は、たむらぱんとは違う声のようである[独自研究?]。
  - 佐々木希とAstroによる「噛むとフニャン feat.Astro」（ソニー・ミュージックディストリビューション、2010年7月21日発売）。
- 『ひらけ!ポンキッキ』などの子供番組でも、「狼少年ケンのテーマ」がBGMに使われることがあった。
- 元プロ野球選手・平野謙の中日ドラゴンズ在籍当時の応援歌は、平野の名前にちなんで「狼少年ケンのテーマ」を元にした曲調になっていた。
- 2012年公開の三池崇史監督の映画『愛と誠』挿入歌として座王権太役の伊原剛志が歌ったものが座王の登場シーンで使われた。2012年6月6日にフォーライフミュージックエンタテイメントから発売された『映画 愛と誠 オリジナル・サウンドトラック』に「オオカミ少年ケンのテーマ」の曲名で収録されている。

## ネット配信
- 2016年12月29日から、東映アニメーションがYouTubeに設立した「東映アニメーションミュージアム公式YouTubeチャンネル」より第1話が常時無料配信されている。
- その後2021年6月21日から同年6月30日まで同チャンネルで、（第1話を除く）全話の次回予告から20話分を選んで、10日連続で2話ずつ期間限定で無料配信される「『狼少年ケン』予告編セレクション」が行われた。

| 配信開始日 | 配信された次回予告 | 配信された次回予告 |
| ---------- | ------------------ | ------------------ |
| 2021.06.21 | 第8話              | 第10話             |
| 2021.06.22 | 第12話             | 第13話             |
| 2021.06.23 | 第15話             | 第18話             |
| 2021.06.24 | 第22話             | 第25話             |
| 2021.06.25 | 第28話             | 第31話             |
| 2021.06.26 | 第35話             | 第46話             |
| 2021.06.27 | 第52話             | 第58話             |
| 2021.06.28 | 第59話             | 第61話             |
| 2021.06.29 | 第62話             | 第67話             |
| 2021.06.30 | 第80話             | 第86話             |

## 映像ソフト
- 時期不明だが、東映ビデオからビデオソフト（VHS）が発売&レンタル、「1」と巻数が記載されているものの最初で最後のビデオだった。第1・2・3・8話が収録。
- 1993年には同じく東映ビデオからレーザーディスク「狼少年ケン スペシャルセレクション」全3巻が発売。各ディスクとも2枚構成で、それぞれ全話から選ばれた4話（2話＋2話）が収録されている。ボーナストラックとして、各ディスクには収録されなかった話の次回予告を収録、またVol.3の第2ディスクには、当時の東映系劇場でムービースポットとして公開された、本作の新番組予告編と「森永まんがココア」のCMが収録、いずれもカラーで製作されており、カラー版『ケン』が見られるのはこれだけである。
  - なおビデオソフトとレーザーディスクはいずれも廃盤。
- 放送開始から半世紀たった2013年には、ベストフィールド社からDVD-BOX全3巻が発売。第1巻は2月27日、第2巻は3月29日、第3巻は4月26日にそれぞれ発売された。初の全話映像ソフト化で、第1・2巻は29話、第3巻は28話収録されている。映像はデジタルリマスター化された。